# روباه داروین
روباه داروین (نام علمی: Lycalopex fulvipes) نام یک گونه از سرده روباه‌های آمریکای جنوبی است.